# Ziegelrode
Ziegelrode is een plaats en voormalige Duitse gemeente. Sinds 1950 is het een Ortsteil van de gemeente Ahlsdorf in de Duitse deelstaat Saksen-Anhalt, en maakt deel uit van de Landkreis Mansfeld-Südharz.